# Suchdol (Křimov)
Suchdol (deutsch Dörnthal) ist ein Ortsteil der Gemeinde Křimov in Tschechien.

## Geographie
Suchdol liegt 7,5 Kilometer nordwestlich des Stadtzentrums von Chomutov auf dem Kamm des böhmischen Erzgebirges am Rande eines Höhenzuges über dem Zusammenfluss des Křimovský potok (Krimaer Bach) und der Kamenička (Neuhauser Flößbach) mit der Chomutovka (Assigbach). Nach Norden fällt das Gebirge steil in das vom Křimovský potok und der Chomutovka gebildete Tal ab. Gegen Norden liegt die Talsperre Kamenička und nordwestlich die Talsperre Křimov. Südlich erhebt sich der Klenovec (Klingerberg, 757 m), im Nordwesten der Chlum (Ahrenberg, 754 m). Am südlichen Ortsrand verläuft die Bahnstrecke Chomutov–Vejprty, dort liegt auch die Bahnstation Křimov-Suchdol.
Nachbarorte sind Třetí Dolský Mlýn und Bečov im Norden, Druhý Dolský Mlýn, První Dolský Mlýn, Blatno und Šerchov im Nordosten, Hrádečná und Březenec im Osten, Krásná Lípa und Domina im Südosten sowie Strážky im Süden, Nebovazy und Křimov im Südwesten. Westlich befand sich Stráž und im Nordwesten Menhartice; beide Dörfer wurden 1958 wegen des Baus der Trinkwassertalsperre Křimov aufgelassen.

## Geschichte
Das Dorf wurde wahrscheinlich im 13. Jahrhundert durch deutsche Kolonisten angelegt. Die erste schriftliche Erwähnung von Suchdol erfolgte 1281, als Chotěboř von Retschitz das Gut Krimove einschließlich der zugehörigen Dörfer dem Deutschritterorden in Komotau überließ. Nach längeren Streitigkeiten mit der Böhmischen Krone nutzte Wenzel IV. 1410 nach der Schlacht bei Tannenberg die Schwäche des Ordens und konfiszierte dessen Besitz. 1411 verwies Wenzel den Orden des Landes. Nachfolgend wurde das Dorf Teil der Herrschaft Komotau. Bei ihrem Freikauf aus der Untertänigkeit kaufte die Stadt Komotau im Jahre 1605 auch das Dorf Dörnthal. Seine Bewohner wurden fortan dem der Freien Königlichen Stadt gehörigen Gut Schönlind frondienstpflichtig. Pfarr- und Schulort war Krima. Bei einem Lawinenabgang starb im Jahre 1830 ein Einwohner. 1846 brannten infolge eines Blitzeinschlages sechs Gebäude nieder.
Nach der Aufhebung der Patrimonialherrschaften bildete Dörnthal ab 1850 eine politische Gemeinde in der Bezirkshauptmannschaft Komotau. 1875 wurde die Bahnstrecke Komotau-Reitzenhain durch die Buschtěhrader Eisenbahn in Betrieb genommen und am südlichen Rande des Dorfes eine Bahnstation eingerichtet. 1867 und 1880 wurde die ganze Ernte durch Hagelschlag vernichtet. In den 1870er Jahren entstand der tschechische Ortsname Suchý Důl. 1880 lebten lediglich 5 Tschechen im Ort. Die Bewohner des Dorfes lebten zumeist von der Viehzucht und der Landwirtschaft, die wegen der rauen klimatischen Verhältnisse am Erzgebirgskamm wenig ertragreich war. Andere verdienten sich ihren Lebensunterhalt durch Lohnarbeit im Forst. In Heimarbeit wurde Spitzenklöppelei und Gorlnäherei betrieben. Im Jahre 1890 entstand in Dörnthal durch eine Windhose ein Schaden in Höhe von 10.000 Gulden. Seit 1921 ist der heutige Ortsname Suchdol gebräuchlich. 1930 lebten vier Tschechen im Ort. Nach dem Münchner Abkommen wurde die Gemeinde 1938 dem Deutschen Reich zugeschlagen und gehörte bis 1945 zum Landkreis Komotau. 1939 hatte die Gemeinde 100 Einwohner. Nach dem Ende des Krieges kam Suchdol zur Tschechoslowakei zurück. Im Dezember 1945 lebten in Suchdol 135 Menschen. 1946 wurden die deutschen Bewohner vertrieben. 1951 wurde Suchdol nach Křimov eingemeindet. Zwischen 1953 und 1958 entstand nordwestlich von Suchdol die Trinkwassertalsperre Křimov. 
Im Jahre 2001 bestand das Dorf aus 2 Wohnhäusern, in denen 6 Menschen lebten. Die meisten der Häuser des Dorfes werden als Ferienhäuser genutzt.

## Entwicklung der Einwohnerzahl
| Jahr | Einwohnerzahl |
| ---- | ------------- |
| 1869 | 107           |
| 1880 | 124           |
| 1890 | 111           |
| 1900 | 117           |
| 1910 | 84            |

| Jahr | Einwohnerzahl |
| ---- | ------------- |
| 1921 | 102           |
| 1930 | 96            |
| 1950 | 39            |
| 1961 | 33            |
| 1970 | 22            |

| Jahr | Einwohnerzahl |
| ---- | ------------- |
| 1980 | 11            |
| 1991 | 2             |
| 2001 | 6             |
| 2011 | 17            |

## Sehenswürdigkeiten
- Kapelle
- Talsperre Křimov, nordwestlich des Dorfes
- Talsperre Kamenička, nördlich des Ortes im Gebirge
- Naturpark Bezručovo údolí (Grundtal) der Chomutovka mit den Ruinen der drei Grundmühlen
- Reste der Burg Hausberk, östlich von Suchdol über der Chomutovka

## Söhne und Töchter des Ortes
- Adam Bittner (1777–1844), böhmischer Astronom